# Bug!
Pour les articles homonymes, voir Bug.
 (juillet 2019).
Si vous disposez d'ouvrages ou d'articles de référence ou si vous connaissez des sites web de qualité traitant du thème abordé ici, merci de compléter l'article en donnant les références utiles à sa vérifiabilité et en les liant à la section « Notes et références ».
Bug! est un jeu vidéo de plates-formes développé par Realtime Associates et édité par Sega. Le jeu est sorti sur la console Sega Saturn en 1995 puis sur PC (Windows 3.x et Windows 95) en 1996. Il a connu une suite qui a pour titre Bug Too!.

## Synopsis
Bug! doit sauver ses amis des griffes de la Reine Cadavra.

## Système de jeu
Bug! doit sauter sur la tête de ses adversaires pour les détruire. Il peut aussi collecter des objets bonus sui lui permettent de cracher des projectiles sur les ennemis. Il y a un total de 6 mondes qui sont chacun divisés en 3 niveaux, dans lesquels Bug! peut se déplacer sur quatre axes (haut, bas, gauche et droite), au sol, mais également sur les murs et les plafonds (donc, la tête en bas).